# Buzara umbrosa
Buzara umbrosa  là một loài bướm đêm thuộc họ Erebidae. Nó được tìm thấy ở Trung Quốc, Ấn Độ và Sri Lanka.
Buzara umbrosa được coi là đồng nghĩa của Buzara onelia , tuy nhiên nghiên cứu đã chứng minh nó là một loài riêng biệt.